# Segmentación por comportamiento
Segmentación por comportamiento se refiere al conjunto de técnicas y tecnologías usadas por publicistas y editores de un sitio web en línea con el fin de aumentar la efectividad de la publicidad utilizando la información del comportamiento del usuario al utilizar su navegador web. En particular "la segmentación por comportamiento usa información recopilada del comportamiento de un navegador web individual (por ejemplo, las páginas que han visitado o las búsquedas que han realizado) con el fin de seleccionar publicidad para mostrar"
Cuando un consumidor visita una página web, las páginas que visitan, la cantidad de tiempo que ven cada página, los links a los que dan click, las búsquedas que hacen y las que cosas con las que interactúan permiten a los sitios recopilar información, y otros factores, crean un 'perfil' que dirige a ese visitante del sitio web. Como resultado, los editores del sitio pueden utilizar esta información para crear audiencias definidas basadas en algunos visitantes que tienen perfiles similares. Cuando el visitante regresa a un sitio específico o a una red de sitios usando el mismo navegador, esos perfiles pueden ser usados para permitir a los publicistas posicionar sus anuncios al frente de esos visitantes que muestran un gran nivel de interés y pretenden que los productos y servicios sean ofrecidos. En la teoría de que los anuncios dirigidos adecuadamente atraerá más el interés de los consumidores, el editor (o vendedor) puede cobrar un monto por este tipo de anuncios sobre la publicidad al azar o anuncios basados en el contexto de un sitio.
El marketing por comportamiento puede ser usado solo o en conjunto con otras formas de segmentación basada en factores como geografía, demografía o contenido contextual de la página. Vale la pena mencionar que muchos profesionales también se refieren a este proceso como "Segmentación de la Audiencia".

## Segmentación por comportamiento del sitio
Las técnicas de marketing o mejora la experiencia de los visitantes o beneficia a la propiedad en línea, por lo general a través de un aumento de las tasas de conversión o en el aumento de los niveles de gasto. Los primeros en adoptar esta tecnología/filosofía fueron los sitios editoriales como HotWired, publicidad en línea con los principales servidores de esta actividad, tiendas al menudeo u otros sitios de comercio electrónico como una técnica para incrementar la presencia de los productos ofrecidos y promociones fundadas de visitante a visitante. Más recientemente, compañías fuera de este mercado tradicional de comercio electrónico han comenzado a experimentar con estas tecnologías emergentes.
El enfoque típico de esto comienza con el uso de análisis web para dividir el rango de visitantes entre un número de canales discretos. A continuación cada canal es analizado y se crea un perfil virtual de acuerdo con cada canal. Estos perfiles pueden ser basados en personas que dan a los operadores de sitios web un punto de partida en términos de decidir qué contenido, navegación y diseño se debe mostrar a cada uno de los diferentes tipos de personas. Cuando se trata del problema práctico de mostrar perfiles con éxito correctamente, este se logra en general ya sea usando una plataforma de contenidos especializada en comportamiento o por medio de un desarrollo de software hecho a la medida. Muchas plataformas identifican a sus visitantes asignando una única cookie de identificación para cada uno de los visitantes del sitio, lo cual les permite realizar un seguimiento durante toda su estancia en la web, después la plataforma toma decisiones basadas en normas sobre el contenido.
De nuevo, esta información de comportamiento puede ser combinada con información demográfica y el historial de compras pasadas de los visitantes para producir un mayor número de grados de puntos de información que pueden ser utilizados para la segmentación.
Los sistemas autodidactas de segmentación por comportamiento monitorearán la respuesta del visitante a los contenidos y aprenderán lo qué es más probable que genere un evento de conversión deseado. Algunos buenos contenidos para cada rasgo de comportamiento se establece a menudo usando numerosas pruebas multivariables simultáneamente. La segmentación del comportamiento de un sitio requiere relativamente un alto nivel de tráfico antes de poder alcanzar niveles estadísticos de confianza con respecto a la probabilidad de que una oferta en particular genere una conversión de un usuario con un perfil de comportamiento. Algunos proveedores han sido capaces de lograrlo mediante el aprovechamiento de su gran base de usuarios, como Yahoo!. Algunos proveedores utilizan un enfoque basado en normas, lo que permite a los administradores establecer el contenido y las ofertas que se muestran a personas con rasgos particulares.

## Redes de segmentación del comportamiento
Las redes de publicidad utilizan la segmentación por comportamiento de una manera diferente que los sitios individuales. Desde que emiten mucha publicidad a través de diferentes sitios son capaces de construir una imagen de la composición demográfica probable de los usuarios. Un ejemplo puede ser un usuario viendo sitios de fútbol, negocios o de moda para hombres. Una conjetura razonable sería suponer que el usuario es  sitios individuales que se dan, ya sea internamente (usando encuestas) o externamente (Comscore \ netratings) permiten a las redes vender audiencias en lugar de sitios. A pesar de las redes de publicidad usadas para vender este producto, esto se basa en la selección de sitios donde estuvieron las audiencias. La segmentación del comportamiento permite ser un poco más específicos con esto.

## La investigación teórica sobre la segmentación por comportamiento
En 2006, BlueLithium (hoy Yahoo! Advertising) en un largo estudio en línea, examinó el efecto de los anuncios segmentados por comportamiento basados en el contenido contextual. El estudio utilizó 400 millones de "impresiones" o anuncios transmitidos a través de fronteras contextuales y de comportamiento. Específicamente, nueve categorías del comportamiento (como "compradores" o "viajeros" ) se observaron con más de 10 millones de "impresiones" de los patrones de todo el contenido. Todas las mediciones para el estudio se tomaron en términos de la proporción por clics (CTR) y "proporción a través de la acción" (ATR) o conversiones. Así, por cada impresión que alguien obtiene, el número de veces que da clic contribuirá a los datos de CTR, y cada vez que va a través o se convierte al anuncio favorece a la información "a través de la acción". Los resultados del estudio muestran que los publicistas que buscan tráfico en sus anuncios deben centrarse en la segmentación por comportamiento en el contexto. Del mismo modo, si buscan conversiones a los anuncios, la segmentación del comportamiento fuera del contexto es el proceso más efectivo. Los datos eran útiles en la determinación de "la regla de oro universal", sin embargo los resultados fluctuaron ampliamente por las categorías del contenido. Los resultados generales de los investigadores indican que la efectividad de la segmentación por comportamiento depende de los objetivos del publicista y el mercado objetivo principal que el publicista trata de alcanzar.
En la obra titulada An Economic Analysis of Online Advertising Using Behavioral Targeting, (Un Análisis Económico de la Publicidad En Línea Usando Segmentación por Comportamiento), Chen y Stallaert (2014) estudia las implicaciones económicas cuando un editor en línea se dedica a la segmentación por comportamiento. Consideran cuando el editor subasta una ranura de publicidad y este es pagado en una estructura de costo-por-clic. Chen y Stallaert (2014) identifican los factores que afectan los ingresos del editor, los pagos de los anunciantes y el bienestar social. Muestran que los ingresos para el editor en línea en algunas circunstancias se pueden duplicar cuando se utiliza la segmentación por comportamiento. Sin embargo, el aumento de los ingresos para el editor no está garantizada: en algunos casos, los precios de la publicidad y por lo tanto, los ingresos de la editorial puede ser menores dependiendo del grado de competencia y las valoraciones de los anunciantes. Identifican dos efectos asociados con la segmentación por comportamiento: "Un efecto competitivo" y un efecto de propensión". La fuerza relativa de los dos efectos determina si los ingresos de la editorial es afectada positivamente o negativamente. Chen and Stallaert (2014) también demuestran que, a pesar de que el bienestar social se está incrementando y pequeños anunciantes se benefician bajo la segmentación por comportamiento, el anunciante dominante podría ser peor, y renuente a cambiar de la publicidad tradicional.

## Privacidad y asuntos de seguridad
Muchos usuarios y grupos de defensa están preocupados sobre temas de privacidad alrededor de este tipo de segmentación. Se trata de una polémica que la industria de la segmentación por comportamiento está tratando de contener a través de la educación, la defensa y las limitaciones de productos con el fin de mantener toda la información de identificación no personal o para obtener el permiso de los usuarios finales. AOL creó dibujos animados en 2008 para explicar a sus usuarios que sus acciones pasadas pueden determinar el contenido de los anuncios que verán en el futuro. Académicos canadienses de la  Universidad de Ottawa pertenecientes a la Clínica Canadiense de Políticas de Internet e Intereses Públicos recientemente han demandado al Comisionado de Privacidad de Canadá investigar los perfiles en línea de los usuarios de internet para publicidad segmentada. La Comisión Europea (a través del comisionado Meglena Kuneva) también ha planteado una serie de inquietudes relacionadas con la recopilación de datos en línea (sobre datos personales), el perfil y la segmentación por comportamiento, y busca "reforzar regulaciones existentes"
En octubre de 2009 se informó que una encuesta reciente llevada a cabo por la Universidad de Pensilvania y el Centro Berkeley para el Derecho y la Tecnología encontró que la gran mayoría de los usuarios de internet de los Estados Unidos rechazó el uso de publicidad por segmentación. Varios esfuerzos de investigación realizados por académicos y otros han demostrado que los datos supuestamente anónimos pueden ser utilizados para identificar personas reales.
En marzo de 2011 se reportó que la industria de la publicidad en línea comenzaría a trabajar con el Consejo del Departamento de Mejores Negocios para iniciar la vigilancia como parte de su programa para supervisar y regular el modo en el que los vendedores rastrean a los consumidores en línea, también conocida como publicidad de comportamiento.

## Resegmentación por comportamiento
En la resegmentación por comportamiento, los anuncios en línea deben ser segmentados nuevamente en sus actividades pasadas en internet, después de que con una segmentación anterior, sus acciones no resultaran en una venta o una conversión.

### Prácticas de resegmentación
En su forma más básica, la resegmentación muestra anuncios a las personas más frecuentemente después de que han dejado el sitio web del anunciante. Algunas compañías se especializan en resegmentación, mientras que otras lo han añadido a sus métodos de compra de publicidad. La resegmentación ayuda a las empresas anunciantes cuyos visitantes abandonan su sitio sin una conversión -esto representa aproximadamente el 98% de todo el tráfico de internet.
La resegmentación se realiza mediante la exposición de anuncios al usuario mientras navega en internet a través de diversas redes de anuncios que la agencia compra en nombre de sus Clientes de Negocio. Resegmentación marca o etiqueta a los usuarios que visitan el sitio de una marca determinada con un pixel o cookie y luego muestra banners sólo para las personas que han mostrado al menos una cierta cantidad de participación en la marca original. Las campañas de anuncios de resegmentación suelen funcionar con menores costos de medios lo que no sólo incrementa la eficacia al dirigirse específicamente a un público interesado, sino que también mejora el retorno sobre la inversión del anunciante. Cuando una empresa ya ha gastado conduciendo a un usuario a su sitio en primer lugar, el término "resegmentación" del concepto de marketing de ese mismo usuario se maneja de una manera diferente. La búsqueda resegmentada, una forma de la segmentación por comportamiento también se puede aprovechar para impulsar a nuevos clientes que no han estado en el sitio antes porque han sido resegmentados basado en las medidas adoptadas en un sitio web de terceros.
La resegmentación personalizada, una práctica relacionada, difiere de la resegmentación por comportamiento, ya que ésta permite al anunciante mostrar un banner realizado en el momento para un consumidor en particular basado en su comportamiento específico en internet. Por ejemplo, si un consumidor visita el sitio web de un anunciante y busca los productos A, B y C, será resegmentado y se mostrará un banner con exactamente los productos A, B y C que previamente había visto.